# Smeathmannia
Smeathmannia is een geslacht uit de familie Passifloraceae. Het geslacht telt twee soorten, die voorkomen in tropisch West-Afrika tot in Tsjaad.

## Soorten
- Smeathmannia laevigata Sol. ex R.Br.
- Smeathmannia pubescens Sol. ex R.Br.

Adenia · 
Ancistrothyrsus · 
Androsiphonia · 
Barteria · 
Basananthe · 
Crossostemma · 
Deidamia · 
Dilkea · 
Efulensia · 
Hollrungia · 
Mitostemma · 
Paropsia · 
Paropsiopsis · 
Passiflora (Passiebloem) · 
Schlechterina · 
Smeathmannia · 
Tetrapathea · 
Tricliceras · 
Tryphostemma · 
Viridivia